# Like It
"Like it" er en sang, der er udført af hviderussiske sanger ZENA. Den skal repræsentere Hviderusland i Eurovision Song Contest 2019.